# Vinji Vrh (Šmarješke Toplice, Slovenija)
Vinji Vrh je naselje u slovenskoj Općini Šmarješke Toplice. Vinji Vrh se nalazi u pokrajini Dolenjskoj i statističkoj regiji Jugoistočnoj Sloveniji. 

## Stanovništvo
Prema popisu stanovništva iz 2002. godine naselje je imalo 161 stanovnika.